# Torre di Mezzo
La Torre di Mezzo (o Torre di Pietro) è una torre di difesa costiera e si trova nel piccolo borgo di Torre di Mezzo, nel territorio del comune di Santa Croce Camerina in provincia di Ragusa sulla costa del Mediterraneo. Della torre, di base quadrata, oggi non rimangono che solo pochi ruderi, sottoposti a parziale restauro negli anni 1994/95.

## Storia
Fu fatta edificare dalla Deputazione del Regno di Sicilia, in compartecipazione con il secondo Marchese di Santa Croce Don Pietro IV Celestri, figlio di Giovanni Battista II Celestri, fondatore di Santa Croce Camerina, tra il mese di aprile 1600 ed il dicembre 1601 fu armata nel mese di giugno 1602 con un cannone fatto venire da Licata, inizialmente denominata "torre di Santa Croce" negli atti di inizio 600. Fu eretta su un promontorio che si trova a metà strada tra la torre Scalambri (ad est) e la torre Vigliena (ad ovest), costruite nello stesso periodo e con le quali è in contatto visivo; a ciò si deve la denominazione di torre di mezzo. Le torri facevano parte di un unico sistema di difesa costiero contro attacchi barbareschi.
La torre era armata con due cannoni ed il suo terrazzo attrezzato con una campana in bronzo, utilizzata come avviso sonoro di sbarchi nemici. Il primo comandante della torre fu il maltese Juliano Martinez. Negli anni 1613/1614 la torre fu dotata di un bastione a mare, costruito da capimastri sciclitani appartenenti alla famiglia Bissi. Tale opera fu necessaria poiché la torre era stata costruita troppo vicina alla linea di costa e quindi sottoposta all'erosione dei marosi.
Tra gli svariati attacchi barbareschi che la torre dovette fronteggiare, quello maggiormente degno di nota si verificò nella primavera del 1750, quando otto sciabecchi provenienti da Biserta (Tunisia) presero terra nella vicina spiaggia di San Nicola.